# Mabel (Minnesota)
Mabel es una ciudad ubicada en el condado de Fillmore en el estado estadounidense de Minnesota. En el Censo de 2010 tenía una población de 780 habitantes y una densidad poblacional de 627,42 personas por km².

## Geografía
Mabel se encuentra ubicada en las coordenadas 43°31′12″N 91°46′5″O / 43.52000, -91.76806. Según la Oficina del Censo de los Estados Unidos, Mabel tiene una superficie total de 1.24 km², de la cual 1.24 km² corresponden a tierra firme y (0%) 0 km² es agua.

## Demografía
Según el censo de 2010, había 780 personas residiendo en Mabel. La densidad de población era de 627,42 hab./km². De los 780 habitantes, Mabel estaba compuesto por el 98.97% blancos, el 0% eran afroamericanos, el 0.13% eran amerindios, el 0.13% eran asiáticos, el 0% eran isleños del Pacífico, el 0.26% eran de otras razas y el 0.51% pertenecían a dos o más razas. Del total de la población el 0.64% eran hispanos o latinos de cualquier raza.